# Giacinto Urso
Giacinto Urso (Nociglia, 12 giugno 1925 – Nociglia, 14 dicembre 2024) è stato un politico italiano.

## Biografia
Esponente della Democrazia Cristiana, fu presidente della Provincia di Lecce dal 1985 al 1990 e deputato per cinque legislature, rimanendo a Montecitorio dal 1963 al 1983. Fu anche sottosegretario di stato alla Pubblica Istruzione nei due governi Moro IV e V. 
Il 23 novembre 2009 venne nominato Difensore civico emerito per la provincia di Lecce.